# Metapanax davidii
Espèce
Metapanax davidii est une espèce de plantes à fleurs de la famille des Araliaceae. C’est un arbuste originaire de Chine.

## Étymologie et histoire de la nomenclature
Le nom de genre Meta.panax est composé du préfixe grec μετά meta « après, au-delà, avec » et du nom latin panax, -acis, emprunt au grec παναχές, ό παναξ, proprement « qui guérit tout, panacée ».
L’épithète spécifique davidii a été donnée par Franchet pour honorer le père David qui lui a envoyé de Chine des centaines de plantes d’espèce inconnue, du plus haut intérêt.

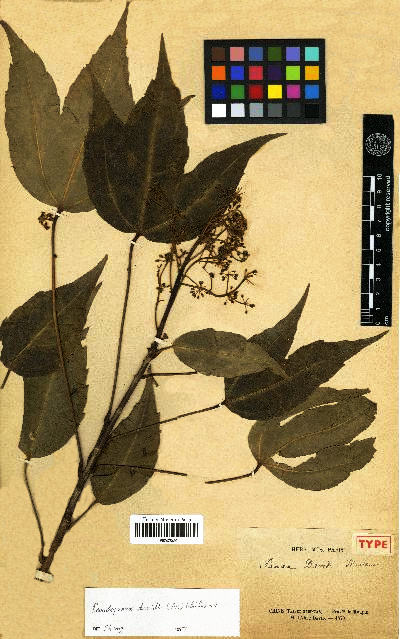
Metapanax dividii, Spécimen type récolté à Moupin par le père David en 1869.

Le père Armand David, fait partie de la vingtaine de missionnaires botanistes, qui récoltèrent en Chine des milliers de spécimens de plantes et d’animaux, d’espèces jusque-là inconnues des scientifiques, et qui les firent parvenir en Europe pour analyse. Le père David, lors de son exploration naturaliste de la Chine centrale, alla s’installer dans le collège des Missions Étrangères de Moupin (chi. Muping 穆坪, actuellement district de Baoxing) de mars à novembre 1869, une région montagneuse d’ethnie tibéto-birmane Gyarong, à la flore et la faune jusque-là préservée. En juillet 1869, il trouva un bel arbuste à feuilles persistantes avec des feuilles trifoliées, connu sous le nom de Metapanax davidii, qui a récemment été redécouvert par Dan Hinkley, un horticulteur américain, qui en a collecté en 1996 des graines près de Baoxing .
La description en a été faite par le botaniste Adrien Franchet, le correspondant au Muséum du père David, dans Plantae davidianae ex sinarum imperio en 1885, sous le nom de Panax davidii.
L’espèce fut redécouverte sous diverses noms, comme l’atteste la longue liste de synonymes. En 2001, J. Wen & Frodin, deux botanistes américains, firent passer l’espèce dans le genre Metapanax (Brittonia 53 (1): 117. 2001).
Le nom vernaculaire en chinois est 异叶梁王茶 Yì yè liáng wáng chá[réf. nécessaire].

## Synonymes
Selon The Plant List, les synonymes sont :
- Acanthopanax bockii (Harms ex Diels) R.Vig.
- Acanthopanax davidii (Franch.) R.Vig.
- Acanthopanax diversifolius Hemsl.
- Aralia bodinieri H.Lév.
- Macropanax davidii (Franch.) CBShang et CFJi
- Nothopanax bockii Harms ex Diels
- Nothopanax bodinieri (H.Lév.) SYHu
- Nothopanax davidii (Franch.) Harms ex Diels
- Nothopanax davidii var. gongshanensis C.B.Shang
- Nothopanax diversifolius (Hemsl.) Harms
- Nothopanax latifolius Hand.-Mazz.
- Panax davidii Franch. (Basionyme)
- Pseudopanax davidii (Franch.) Philipson

## Description

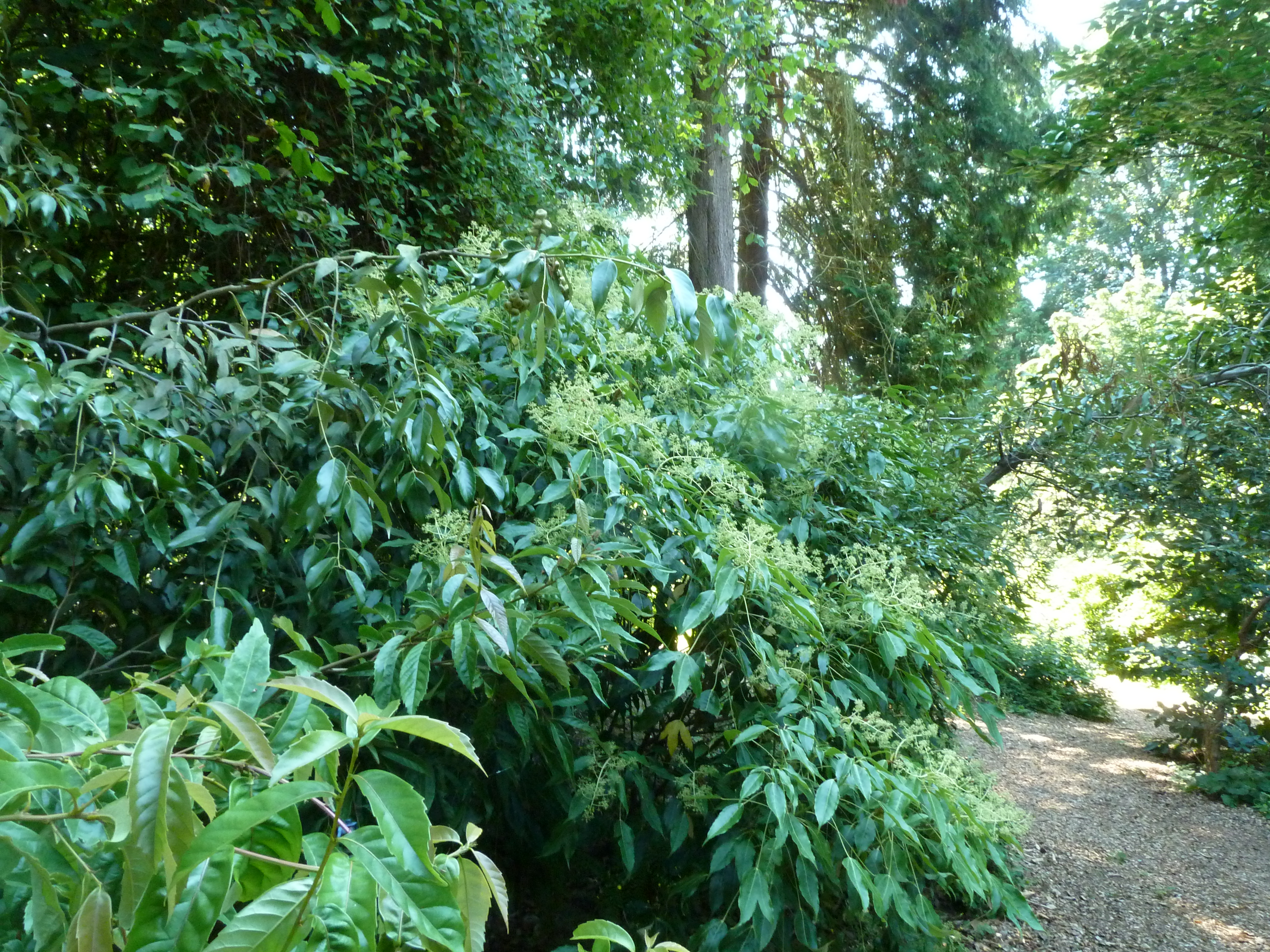
Metapanax davidii, arbuste en fleur.

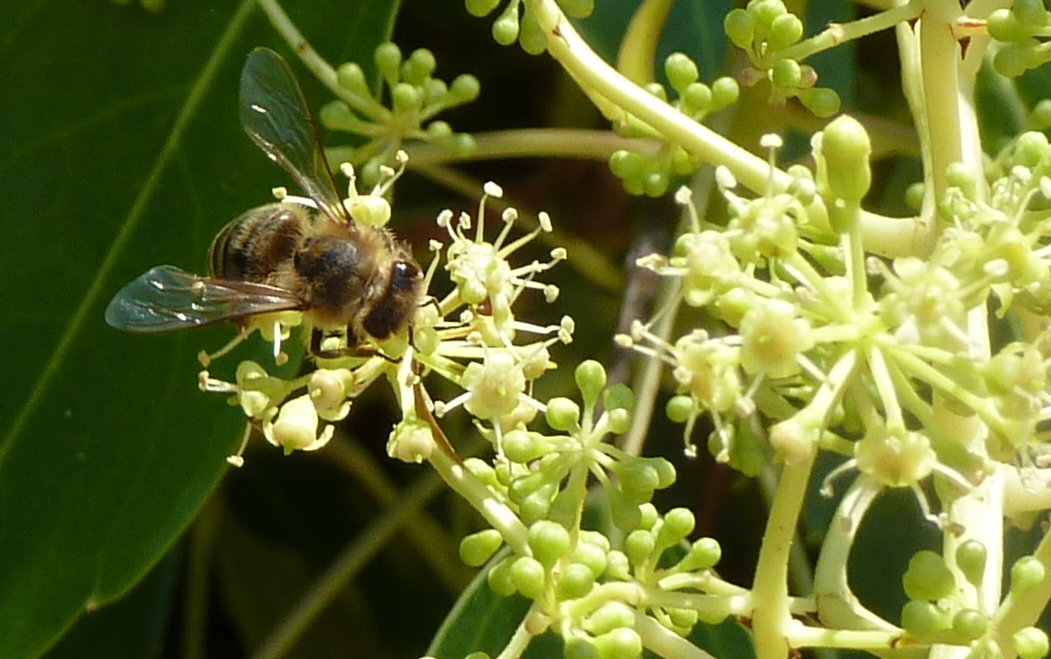
M. davidii, inflorescence semblable à celle du lierre.

Metapanax davidii est un arbuste ou un arbre de 2 à 12 m de hauteur, à feuilles persistantes[réf. nécessaire].
La forme des feuilles est variable :  soit simple étroitement elliptique (à marge entière ou dentée), soit  simple 2-3-lobée soit composée à 3 folioles digitées (palmées).
Les feuilles sont portées par un long pétiole de 5–20 cm. Le limbe de la feuille simple ou les folioles est coriace, de forme oblongue-ovale à oblongue-lancéolé. Les marges sont peu dentelées, parfois à dents pointues.
L’inflorescence est une panicule d’ombelles, terminale, pouvant atteindre 20 cm, semblable au lierre. Les ombelles  portent chacune plus de 10 fleurs blanches ou jaune clair, parfumées, comportant 5 pétales d’environ 1,5 mm et 5 étamines.
Le fruit est sphérique aplati, de 5–6 mm, passant du rouge au noir en murissant.
La période de floraison est en juillet-août et de fructification en septembre-novembre[réf. nécessaire].

## Distribution et habitat
L’espèce pousse en Chine (Centre-Nord, Centre-Sud, Sud-Est) et au Vietnam (le long de la côte orientale) .
Elle croît dans les forêts claires, sur les lisières forestières, le bord des routes, en zones humides, entre 800 et 1 800 m dans le Hubei, le Sichuan et le Guizhou, et jusqu'à 2 500 à 3 000 mètres dans le Yunnan[réf. nécessaire].

## Phytothérapie chinoise
Cette espèce est une plante médicinale populaire  dont le rhizome est utilisé pour traiter les ecchymoses, les rhumatismes et les douleurs articulaires[réf. nécessaire].
Les saponines triterpénoïdes ont été isolés de l’écorce de Metapanax davidii, ayant des propriétés anti-inflammatoires.